# 銀座ミツバチプロジェクト
銀座ミツバチプロジェクト（ぎんざミツバチプロジェクト）は、東京都中央区銀座でミツバチを養蜂するプロジェクトであるとともに、同プロジェクトを運営する特定非営利活動法人（NPO法人）の名称である。通称「銀ぱち」。

## 概要
永田町の社民党ビル屋上でミツバチを飼っていた藤原養蜂場の技術指導の下2006年3月28日（ミツバチの日）に、東京都中央区銀座3丁目の紙パルプ会館屋上45mにて、セイヨウミツバチの養蜂を開始。ミツバチの飛行範囲は巣箱から半径約2kmとされ、銀座周辺では皇居、浜離宮、日比谷公園等がこの範囲に入り、また、街路樹等も蜜源となる。
ハチミツの収穫量は、
- 2006年（1年目） - 150kg
- 2007年（2年目） - 260kg
- 2008年（3年目） - 430kg
- 2009年（4年目） - 800kg

にのぼる。2008年からは、セイヨウミツバチに加えてニホンミツバチも飼育されている。
採取されたハチミツは、銀座の一流店でスイーツやカクテルに使用されたり、石鹸に加工されて販売されている。これらの商品は、「銀座に来なければ買えない」ことを商品化の条件としているため、地域の活性化につながっている。
プロジェクトの世話人田中淳夫は「ミツバチによって自然と共生できる銀座の街に出合ったのです。自然を排除しない。自然と共生できる。素晴らしいものに出合った！自然を受けとめる。それによって街はもっとうるおいを持つ。生活は豊かになる。採れた蜂蜜を銀座の“技”で商品にする」と述べている。ミツバチは環境指標生物。ミツバチの住める都市は安全な都市といえる。ハチ、イコール“安全”のシンボルとなる。
2010年3月8日には、農業生産法人銀座ミツバチが設立され、銀座2丁目マロニエゲートビルに第2養蜂場が設けられた。
2015年7月24日には、首相公邸で安部昭恵首相夫人が養蜂を始め、その指導に当たっている。
2015年9月14日に、首相公邸産のニホンミツバチの蜂蜜が銀座ミツバチプロジェクト指導のもと、２ｋｇ採蜜された
銀座の街おこしの成功例であることから、東京都内の中延、自由が丘、多摩センター、日本橋、江古田、池袋はもちろん、北海道、盛岡市、仙台市、横浜市、大分市等、日本全国で様々なミツバチプロジェクトが派生している。
銀座ミツバチプロジェクト自体は現在、銀座の屋上に１３箇所１０００ｍ＾２を超える緑化を行い、ミントを作って街のバーと連携したり、楮と三椏から銀座産の和紙を作ったりして街の環境を改善している。
また中央区の幼稚園や小中学校へ出前授業を行い子供たちの環境教育をしたり、福島の被災地支援などを行い活動を広げている。活動視察もHPから有料にて受け付けている。